# 다카기 다쿠야
다카기 다쿠야(일본어: 高木 琢也, 1967년 11월 12일 ~ )는 일본의 전 축구 선수, 지도자이다.

## 구단 경력
1990년 일본 사커 리그의 후지타 공업에 입단했다. 1991년 마쓰다(산프레체 히로시마)로 이적했다. 1994년에 J1리그, 1995년에 천황배, 1996년에 천황배 준우승. 1997년까지 173경기에 출전하여, 62득점을 넣었다. 1998년 베르디 가와사키로 이적했다. 2000년 J2리그의 콘사돌레 삿포로로 이적했다. 2000년후 현역 은퇴.

## 국가대표팀 경력
그는 1988년 AFC 아시안컵에 참가할 일본 국가대표 B팀에 발탁되었다.
그는 1992년 기린컵에 참가할 일본 국가대표팀에 발탁되었으며, 5월 31일 아르헨티나와의 경기에서 데뷔했다. 1992년과,1996년 AFC 아시안컵 1994년 아시안 게임에도 출전했다. 1992년 아시안컵 우승에 기여했다. 그는 1997년까지 국제 A매치 통산 44경기에 출전, 27득점을 넣었다.

## 통계
| 일본 | 일본 | 일본 |
| 연도 | 출전 | 득점 |
| ---- | ---- | ---- |
| 1992 | 11   | 5    |
| 1993 | 13   | 7    |
| 1994 | 5    | 2    |
| 1995 | 0    | 0    |
| 1996 | 10   | 6    |
| 1997 | 5    | 7    |
| 통산 | 44   | 27   |